# Lättläst
Lättläst, ofta förkortat LL, är ett begrepp som används för texter som har producerats eller omarbetats för att bli lättare att läsa. Lättläst text och litteratur riktar sig till människor med olika svårigheter att läsa. 
I Norden har idén om lättläst funnits sedan 1960-talet. I Sverige utkom den första lättlästa boken 1968. Tanken bakom lättläst är människors demokratiska rätt att ta del av information och litteratur. På svenska finns de lättlästa nyhetstidningarna 8 sidor (i Sverige) och Lätta bladet (i Finland).

## Mottagargrupper för lättlästa texter
Många behöver lättlästa texter för att kunna fatta beslut om sitt liv, förstå samhällsinformation och ta del av läsupplevelser. Mottagargruppen är inte homogen, olika grupper och individer kan ha olika behov. Lättlästa texter är anpassade för målgrupper som har lässvårigheter, till exempel på grund av en intellektuell funktionsnedsättning, neuropsykiatrisk funktonsnedsättning eller demens. Andra målgrupper är ovana läsare eller läsare som lär sig ett främmande språk.

## Kännetecken för lättlästa texter
Det finns många råd om att skriva lättläst, men begränsat med forskning för att veta exakt vad som gäller. Behoven kan också variera mellan olika målgrupper. Därför behovs en mottagaranalys för att texten ska fungera för läsaren som texten är tänkt för. 
Vanliga kännetecken för lättlästa texter är att de:
- har en luftig layout
- är korta, det vill säga utesluter sådant som inte är nödvändigt för helheten
- har ett personligt tilltal, så kallad författarröst
- har en varierad meningslängd
- innehåller ord som får meningarna att hänga ihop (så kallade satskonnektorer)
- undviker långa substantiv
- undviker främmande ord
- förklarar samband
- undviker passiv form
- undviker abstrakta begrepp

Många lättlästa texter har också så kallat frasanpassat radfall, det vill säga täta radbrytningar vid frasslut. Det finns dock ingen forskning som stöder att det skulle göra läsningen lättare eller tillgodose särskilda grupper med läs- och skrivsvårigheter. Det kan tvärtom motarbeta flytet i läsningen.
En lättläst text kännetecknas sålunda av ett enkelt språk utan onödiga språkliga trösklar eller oklarheter. Vissa lättlästa texter har också ett förenklat innehåll, i synnerhet om texten vänder sig till barn eller personer med intellektuell funktionsnedsättning. Texter som vänder sig till personer med andra läs- och skrivsvårigheter behöver i allmänhet inte ha ett förenklat innehåll.

## Lättläst-priset
Studieförbundet Vuxenskolan i Sverige instiftade 2020 ett litteraturpris för lättläst med namnet Studieförbundet Vuxenskolans lättläst-pris. Priset delas ut årligen och ges till en författare eller återberättare av nyutgiven litteratur på lättläst. Priset delades ut första gången under Bokmässan i Göteborg 2020.